# Nalžovice
Nalžovice (německy Nalschowitz) jsou obec v okrese Příbram ve Středočeském kraji, asi 6 km severozápadně od Sedlčan. Žije zde 618 obyvatel.
Obec se nachází na pravém břehu vodní nádrže Slapy. Na území obce se nachází NPR Drbákov - Albertovy skály. Nejvyšším bodem na území obce je Drbákov (490 m n. m.).

## Historie

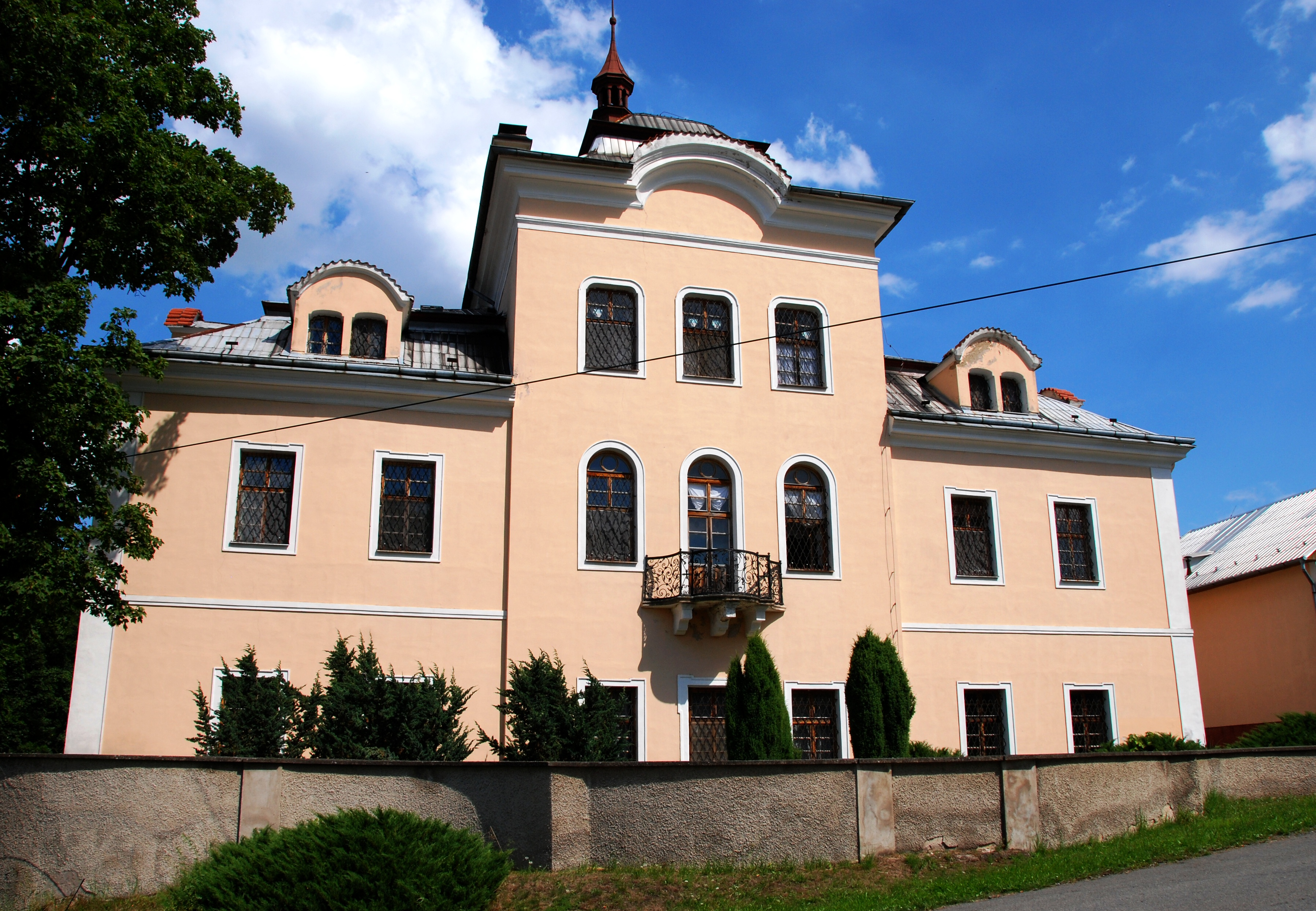
Zámek

První písemná zmínka o obci pochází z roku 1364, kdy byla obec (tehdy zvaná Nelžejovice) spravována vladykou Vilémem. Významnou historickou postavou byl poté Jan Václav Asterl z Astfeldu, který mezi lety 1750 a 1760 přestavěl místní tvrz na barokní Zámek Nalžovice.
Za druhé světové války se ves stala součástí vojenského cvičiště Zbraní SS Benešov a její obyvatelé se museli 31. října 1943 vystěhovat. V nalžovickém zámku bylo zřízeno sídlo nejvyššího soudu pro příslušníky SS z celé Evropy. Ti, kteří byli odsouzení k smrti, byli popravováni u zdi zámeckého parku.
V místech zaniklé samoty Častoboř na břehu Slapské přehrady v roce 1957 vznikat rekreační oblast.
V prosinci 2006 byl v obci objeven rozsáhlý ilegální sklad nebezpečných chemických látek, které v areálu bývalého vepřína vytvořil podnikatel Petr Budil. Od roku 2002 v objektu nashromáždil asi sedmdesát tun nebezpečných odpadů. Sanaci skladu zaplatil krajský úřad Středočeského kraje, který deklaroval svůj záměr vymáhat od uvedeného podnikatele téměř 11 milionů korun. Podnikatel byl počátkem února 2009 odsouzen na 2,5 roku odnětí svobody.

## Obecní správa

### Části obce
- Hluboká (k. ú. Nalžovické Podhájí) (Přední Hluboká a Zadní Hluboká)
- Chlum (k. ú. Nalžovice)
- Nalžovice (k. ú. Nalžovice)
- Nalžovické Podhájí (k. ú. Nalžovické Podhájí)
- Nová Ves (k. ú. Nalžovice)
- Oboz (k. ú. Nalžovické Podhájí)

Součástí obce je také základní sídelní jednotka Červený. K obci patří také Amerika, Baňov, Častoboř, Dražky, Luhy, Na Hájovně, Na Sříbrném, Račany, Sejce, Vrah a Výrov.
Sousedními obcemi sídla jsou Borotice, Křepenice, Kňovice, Příčovy, Radíč, Dublovice a Chotilsko.

### Územněsprávní začlenění
Dějiny územněsprávního začleňování zahrnují období od roku 1850 do současnosti. V chronologickém přehledu je uvedena územně administrativní příslušnost obce v roce, kdy ke změně došlo:
- 1850 země česká, kraj České Budějovice, politický okres Votice, soudní okres Sedlčany[9]
- 1855 země česká, kraj Tábor, soudní okres Sedlčany
- 1868 země česká, politický i soudní okres Sedlčany
- 1939 země česká, Oberlandrat Tábor, politický i soudní okres Sedlčany[10]
- 1942 země česká, Oberlandrat Praha, politický i soudní okres Sedlčany[11]
- 1945 země česká, správní i soudní okres Sedlčany[12]
- 1949 Pražský kraj, okres Sedlčany[13]
- 1960 Středočeský kraj, okres Příbram
- 2003 Středočeský kraj, okres Příbram, obec s rozšířenou působností Sedlčany

## Společnost

### Rok 1932
V roce 1932 byly v obci Nalžovice (přísl. Červený, Hluboká, Chlum, Nalžovické Podhájí, Nová Ves, Oboz, 868 obyvatel, poštovní úřad, telegrafní úřad, četnická stanice, katol. kostel, 2 sbory dobrovolných hasičů) evidovány tyto živnosti a obchody: zemědělské družstvo Domovina, výroba hospodářského nářadí, 6 hostinců, kapelník, 2 koláři, košíkář, 2 kováři, 3 krejčí, družstevní lihovar, výroba lihovin, 2 lomy, 2 mlýny, 2 obuvníci, pekař, pokrývač, porodní asistentka, 9 rolníků, 3 řezníci, 4 obchody se smíšeným zbožím, Spořitelní a záložní spolek, 2 švadleny, 5 trafik, 2 truhláři, velkostatek.

## Pamětihodnosti
- Zámek Nalžovice – postaven na místě tvrze ze 14. století.
- Kostel sv. Václava v místní části Chlum, původně gotický ze 14. století, přestavěn barokně v roce 1790.
- Západně od místní části Nalžovické Podhájí archeologické lokality, tvrziště Velké kolo a hradiště Malé kolo, za obcí nad potokem Musíkem je slovanské hradiště z 9. století.
- V severní části katastrálního území Nalžovic jsou na pravém břehu Vltavy jsou pozůstatky valů hradiště Luhy
- Na pravém břehu Vltavy se nachází národní přírodní rezervace Drbákov - Albertovy skály

## Hospodářství

### Těžba kamene
V okolí Nalžovic bývalo několik lomů, v nichž se těžil vltavský granodiorit. Tmavomodrý granodiorit z lomu poblíž samoty Červené jižně od Nalžovic byl použit například při stavbě Mánesova a Hlávkova mostu v Praze. Kámen z menšího lomu, který se nacházel severovýchodně od Chlumu v místě, nazývaném U Vraha, respektive Na Vrahu či Nad Vrahem, lze nalézt v pražské dlažbě nebo v objektu plynárny v Praze - Michli.

## Doprava

### Dopravní síť
Obcí vede silnice II/119 Dobříš – Sedlčany. Do obce dále vedou silnici III. třídy. Železniční trať ani stanice či zastávka na území obce nejsou.

### Autobusová doprava 2024
Autobusovou dopravu v obci Nalžovice zajišťují společnosti Arriva Střední Čechy a ČSAD AUTOBUSY České Budějovice. Obec je součástí Pražské integrované dopravy (PID). V obci se nacházejí zastávky Nalžovice, Nalžovice,Chlum, Nalžovice,Chlum,Lihovar a Nalžovice,Chlum,Škola. V Nalžovickém Podhájí se nachází zastávka Nalžovice,Nalžovické Podhájí a v Nové Vsi zastávka Nalžovice,Nová Ves. Obec obsluhují tři autobusové linky: 360, 450 a 486. Linka 360 vede z Prahy ze Smíchovského nádraží a pokračuje ve směru Dobříš, Stará Huť, Mokrovraty, Nový Knín, Sudovice, Korkyně, Chotilsko, Čelina, Nalžovice, Kňovice, Kňovičky a končí v Sedlčanech. Linka 450 spojuje Dobříš se Sedlčany a Milevskem. V současnosti (2024) je tato linka provozována pouze v úseku Sedlčany – Milevsko kvůli uzavírce komunikace v Davli a u Borotic. Linka 486 spojuje Sedlčany, Kňovičky, Kňovice, Nalžovice, Křepenice, Radíč, Osečany a Křečovice.

## Turistika
- Cyklistika – Obcí procházejí cyklotrasy č. 8132 Vojkov – Prosenická Lhota – Nalžovice – Křepenice a č. 8134 Chlum – Dublovice.
- Pěší turistika – Územím obce vedou turistické trasy  Sedlčany – Příčovy – Chlum – Hrazany,  Křepenice – Drbákov – Hrazany – Radíč a  Chlum – Nalžovické Podhájí – Častoboř.
- Naučné stezky – Naučná stezka  Drbákov – Albertovy skály zpřístupňuje území národní přírodni rezervace v příkrém skalnalnatém srázu nad Vltavou, řada skalních vyhlídek.

## Pověst
Pověst se vztahuje ke kapli Panny Marie Bolestné, kterou nechal v roce 1690 postavit zámecký pán v zahradě nalžovického zámku. Ke kapli ustanovil kaplana a bylo zde založeno bratrstvo. Každoročně sem přicházela procesí o poutích. V roce 1788 byla zámecká kaple vyloupená. Po celý den toho roku panovalo ve vsi nezvyklé ticho. Jako kdyby se něco zlého mělo stát. Večer, když všichni neklidně usnuli, se ozvaly silné rány. Při pohledu z oken se lidé zhrozili. Po cestě dolů z vršku s hrozivým rachotem poskakovaly a kutálely se ohnivé sudy, z kterých sršely jiskry. Dole u kaple všechny zmizely a rozhostilo se ticho. Nikdo ze vsi se ke kapli nešel ze strachu podívat. Až teprve ráno zjistili, že byla kaple vyloupená. Mezi lidmi se říkalo, že ohnivé sudy byly varování, které nikdo ze vsi nepochopil.